# Проспект Независимости (Измаил)
Проспект Независимости — центральная улица Измаила, которая берёт начало от въезда в город, проходит через весь центр, и спускается к Дунаю и морскому порту. Протяжённость с юга на север — 6,7 км, с запада на восток — 1,7 км.

## История проспекта
Современный проспект Суворова состоит из двух исторических улиц. Территория от въезда в город до Свято-Покровского собора носила название Мариинская улица. От собора вниз к реке шла улица Дунайская, которая была переименована в Александровскую (в честь царя Александра II). Дунайская улица — одна из первых, которая была заложена в городе Тучкове (будущем Измаиле). Планирование остальных улиц происходило перпендикулярно и параллельно проспекту.
Будущий проспект Суворова в 1886 году были вымощен камнем.
После румынской оккупации Бессарабии, улицу переименовали в бульвар Реджинии Марии (Королевы Марии).
Современное название проспект получил в честь генералиссимуса и полководца Александра Суворова.

## Здания и учреждения
- № 2 — Гостинично-развлекательный комплекс «Bessarabia»
- № 19 — Измаильская картинная галерея
- № 20 — Дворец детей и юношества
- № 31 — Кафедральный собор Покрова Пресвятой Богородицы
- № 43 — Ночной клуб «Zindan»
- № 44 — Измаильский дворец культуры им. Т.Г. Шевченко
- № 51 — Измаильский мемориальный парк-музей «Крепость»
- № 62 — Измаильский городской совет
- № 374-А — Отель «Green Hall»

## Памятники
- Памятник морякам Дунайской военной флотилии — парк Дружбы народов
- Памятник Сергею Тучкову — напротив Измаильской картинной галереи
- Бюст Николаю Глущенко — вблизи картинной галереи
- Памятник Александру Суворову (скульптор Борис Эдуардс) — вблизи собора. Снесён в декабре 2022 года.
- Памятник Тарасу Шевченко — возле дворца культуры им. Шевченко
- Памятник неизвестному солдату

## Парки и скверы
- Парк Дружбы народов
- Госпитальный сквер
- Матросский сквер
- Городской сад
- Ленинский сквер